# Jacob Edgar Boyers
Jacob Edgar Boyers (* 1832 in Virginia; † 1911 in Kentucky) war ein US-amerikanischer Politiker der Republikanischen Partei, der unter anderem zwischen 1863 und 1865 erster Secretary of State des Bundesstaates West Virginia war.

## Leben
Boyers war Herausgeber der Zeitung Virginia Plaindealer. Er wurde 1863 erster Secretary of State des Bundesstaates West Virginia gewählt und übte dieses Amt bis zu seiner Ablösung durch Granville D. Hall 1865 aus. Später war er Vorsitzender des Aufsichtsrates sowie sechs Jahre lang Superintendent der Freien Schulen von Tyler County. Nach seinem Tode wurde er auf dem Grandview Cemetery in Mentor beigesetzt.